# Cyphocerastis
Cyphocerastis is een geslacht van rechtvleugeligen uit de familie veldsprinkhanen (Acrididae). De wetenschappelijke naam van dit geslacht is voor het eerst geldig gepubliceerd in 1891 door Karsch.

## Soorten
Het geslacht Cyphocerastis omvat de volgende soorten:
- Cyphocerastis clavareaui Bolívar, 1908
- Cyphocerastis elegans Ramme, 1929
- Cyphocerastis falcifera Rehn, 1914
- Cyphocerastis hopei Bruner, 1920
- Cyphocerastis laeta Karsch, 1891
- Cyphocerastis pulcherrima Ramme, 1929
- Cyphocerastis scheunemanni Ramme, 1929
- Cyphocerastis stipatus Walker, 1870
- Cyphocerastis tristis Karsch, 1891
- Cyphocerastis uluguruensis Johnsen, 1987